# Marek Plater-Zyberk
Marek Plater-Zyberk (ur. 18 stycznia 1956, zm. 11 sierpnia 2004) – twórca i pomysłodawca znanych kampanii reklamowych i realizator, razem z Dominikiem Wieczorkowskim-Rettingerem: „Star foods”, „10/pół” (nagroda MTV), „Ociec prać”, „Terravita”. Razem ze swoim przyjacielem Michałem Sergiuszem Kowalskim stworzył nowy wizerunek i kampanię reklamową dla Radia ZET.
Pochodził z hrabiowskiego rodu Platerów-Zyberków z Wabola. Był synem Henryka Stanisława i Izabeli z Rabczyńskich.
Został pochowany na Cmentarzu Komunalnym w Warszawie (Wólka Węglowa).
Jego nekrolog zawierał oryginalny dopisek 30 września 2004 r. o godz. 20.00 zakręćcie młynkiem. Do zobaczenia, Marku.